# فهرست مولکول‌های فضای بیرونی

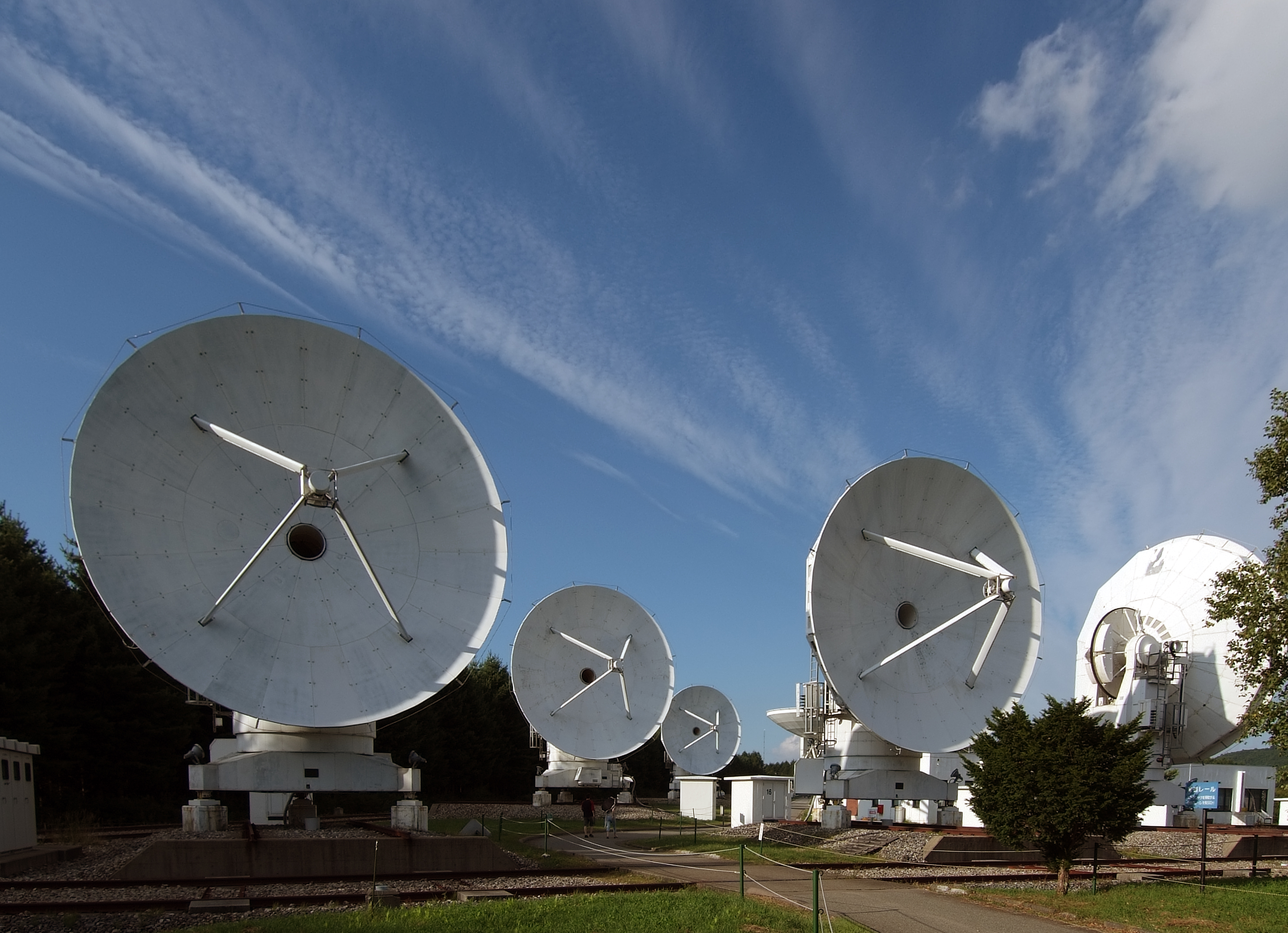
رصدخانه رادیویی نوبیاما (NRO) بخشی از رصدخانه ملی ستاره‌شناسی ژاپن (NAOJ) است و از سه سازه رادیویی واقع در نزدیکی مینامییماکی، ناگانو در ارتفاع ۱۳۵۰ متری تشکیل شده‌است.

نمایی از یک طیف چرخشی-ارتعاشی برای مولکول هیدروژن کلرید

در این‌جا فهرستی از مولکول‌هایی که در فضای خارجی زمین شامل محیط‌های میان ستاره‌ای و مجاور ستاره‌ای، شناسایی شده‌اند، بر مبنای تعداد اتم‌های تشکیل دهنده، طبقه‌بندی شده‌اند. علاوه بر فرمول شیمیایی، هر یک از این ترکیبات شناسایی شده، شکل‌های یونیزه شده آن‌ها نیز آورده شده‌است.

## زمینه

سطوح انرژی چرخشی-ارتعاشی برای یک مولکول خطی

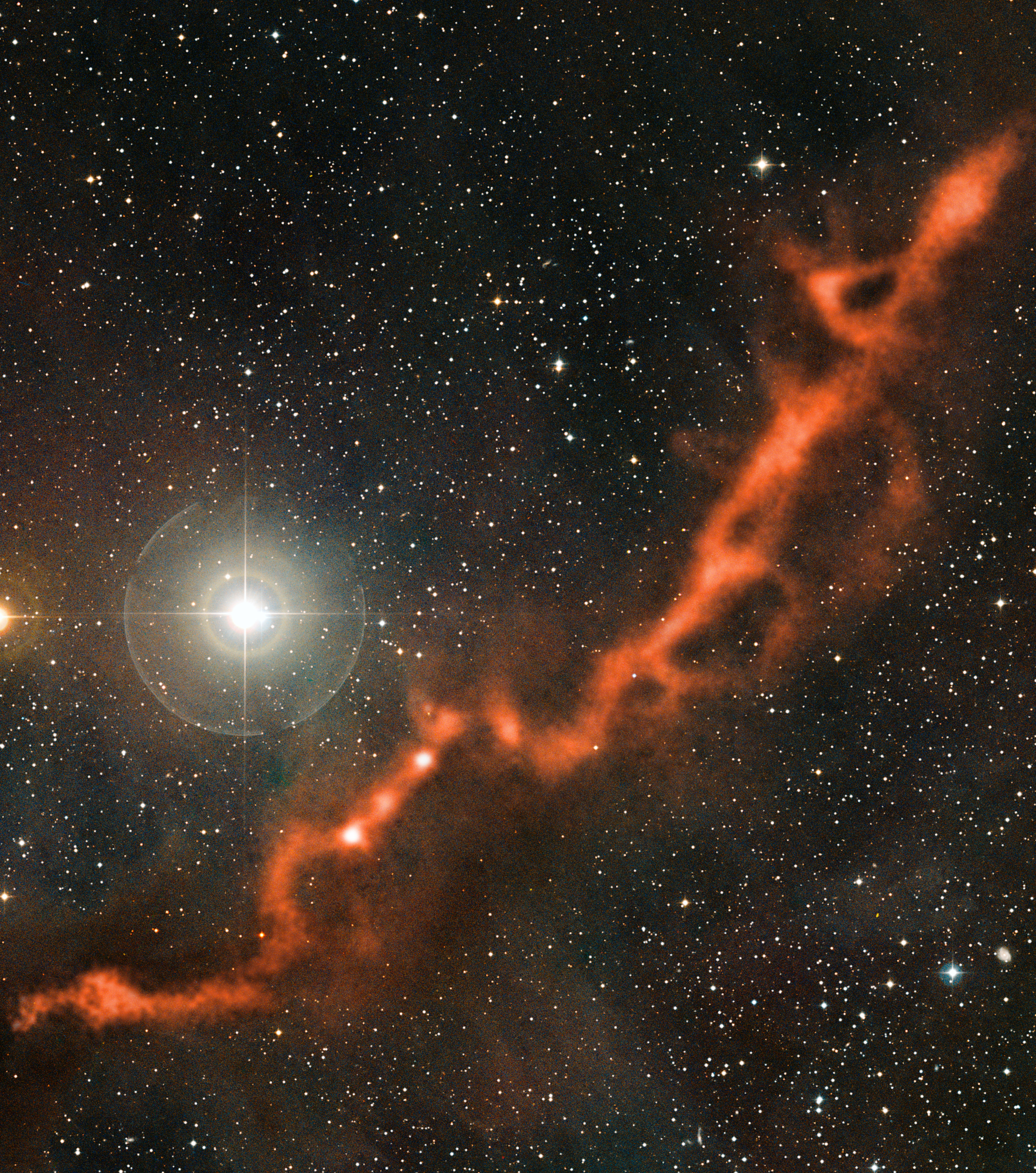
بخشی از ابر مولکولی تاروس

مولکول‌های اشاره شده در این فهرست از طریق طیف سنجی نجومی شناسایی شدند. ویژگی‌های مشخصه طیفی آن‌ها برمبنای این واقعیت است که مولکول‌ها در زمان انتقال بین دو سطح انرژی مولکولی، یک فوتون نور را جذب یا منتشر می‌کنند. انرژی (و بنابراین طول موج) این فوتون  با اختلاف انرژی بین دو سطوح انرژی مورد نظر، مطابقت دارد. انتقالات الکترونی مولکولی هنگامی اتفاق می‌افتد که یکی از الکترون‌های مولکول، بین اوربیتال‌های مولکولی جابه‌جا شود. این انتقال موجب ایجاد خط طیفی در بخش‌های مربوط به طول موج‌های نواحی فرابنفش، مرئی یا فروسرخ نزدیک، در طیف الکترومغناطیسی می‌شود. روش دیگر، یک انتقال ارتعاشی، موجب انتقال یک کوانتوم انرژی به (یا از) ارتعاشات پیوندهای مولکولی می‌شود. این انتقال انرژی موجب شکل‌گیری اثری منحصربه‌فرد برای همان مولکول در بخش فروسرخ میانه یا دور در گستره امواج الکترومغناطیس می‌شود. مولکول‌های فاز گازی نیز دارای سطوح چرخشی کوانتیزه هستند که منجر به انجام انتقالاتی در نواحی طول موج مربوط به امواج مایکروویو یا رادیویی می‌شوند.
گاهی اوقات یک انتقال می‌تواند موجب انجام تغییرات انرژی بیش از یک نوع سطح انرژی را شامل شود. به‌عنوان مثال، طیف‌سنجی چرخشی-ارتعاشی هردو سطح انرژی چرخشی و ارتعاشی مولکول را تغییر می‌دهد. گاهی اوقات انتقالاتی که هر سه سطح انرژی (الکترونی، چرخشی و ارتعاشی) را تحت تاثیر دهد، نیز رخ می‌دهد. به‌عنوان مثال، نوار فیلیپس C۲ (کربن دواتمی)، که در آن یک انتقال الکترونی باعث ایجاد یک خط در ناحیه فروسرخ نزدیک می‌شود، خود به چندین نوار ارتعاشی ظریف‌تر تقسیم می‌شود و نوارهای مربوط به انتقالات ارتعاشی نیز خود به‌صورت نوارهای ظریف‌تری که مربوط به تغییر سطوح انرژی چرخشی مولکول هستند، تقسیم می‌شوند.
طیف یک مولکول خاص توسط قوانین انتخاب شیمی کوانتومی و تقارن مولکولی تعیین می‌شود. برخی از مولکول‌ها دارای طیف‌های ساده‌ای هستند که به آسانی قابل شناسایی هستند، درحالی که برخی دیگر (که حتی بعضی از آن‌ها مولکول‌های کوچک هستند) دارای طیف‌های بسیار پیچیده‌ای هستند که تشخیص آنها بسیار دشوار است. برهم‌کنش میان هسته‌های اتمی و الکترون‌ها، گاهی موجب ایجاد ساختارهای طیفی ظریفی می‌شود. همچنین اگر مولکول دارای اتم‌های ایزوتوپی متعددی باشد (مولکول‌هایی که دارای ایزوتوپ‌های مختلفی از اتم‌ها هستند)، به‌علت پدیده جابه‌جایی ایزوتوپی، طیف به‌دست آمده از این مولکول‌ها پیچیده‌تر می‌شود.
کشف یک مولکول در محیطی در فضای بین‌ستاره‌ای یا مجاور ستاره‌ای، در ابتدا نیاز به شناسایی یک جسم نجومی مناسب دارد. در مرحله بعد، باید جسم مورد نظر را با یک تلسکوپ مجهز به یک طیف‌نگار دارای توانایی کار در طول موج مورد نظر، وضوح طیفی و حساسیت مناسب، رصد نمود. اولین مولکول کشف شده در محیط میان ستاره‌ای، رادیکال متیلیدین (•CH) در سال ۱۹۳۷بود . این ترکیب دارای یک انتقال الکترونی قوی در ۴۳۰۰ آنگستروم در ناحیه مرئی است. پیشرفت در ابزارآلات نجومی، موجب افزایش تعداد مولکول‌های کشف شده شد. از دهه ۱۹۵۰ میلادی به بعد، اخترشناسی رادیویی کم‌کم به روش اصلی کشف مولکول‌های جدید در فضای خارجی تبدیل شد. از دهه ۱۹۹۰ میلادی، روش اخترشناسی زیرمیلی‌متری که به بررسی میلی‌متری و بسیار ظریف طیف‌های به‌دست آمده از مولکول‌ها می‌نماید، به عنوان روشی مهم در این زمینه تبدیل شد.
بررسی مجموعه مولکولهای شناسایی شده، نشان می‌دهد که تاکنون، بیش‌تر مولکول‌هایی شناسایی شده‌اند که کشف آنها آسان‌تر بوده‌است. این موضوع به این علت است که بیش‌ترین حساسیت روش اخترشناسی رادیویی متوجه مولکول‌های خطی کوچک دارای دوقطبی الکتریکی مولکولی بالا است. فراوان‌ترین مولکول موجود در جهان، مولکول هیدروژن (H۲) است که به‌طور کامل برای تلسکوپ‌های رادیویی نامرئی است، زیرا این مولکول فاقد دوقطبی الکتریکی است. انتقالات الکترونی مولکول هیدروژن، نیازمند انرژی بسیار بالایی هستند که تشخیص آن برای تلسکوپ‌های مرئی ممکن نیست، بنابراین شناسایی مولکول هیدروژن نیازمند مشاهدات با کمک طول موج فرابنفش، با استفاده از یک موشک ژرفاسنج است. نوارهای ارتعاشی غالباً مشخصه‌ای اختصاصی برای هر مولکول ایجاد نمی‌کنند و معمولاً به‌عنوان مشخصه‌ای برای شناسایی یک طبقه از مولکول‌های عمومی به شمار می‌آیند. به‌عنوان مثال، هیدروکربن‌های آروماتیک چندحلقه‌ای (موسوم به PAHs) به‌دلیل داشتن نوارهای ارتعاشی که مشخصه این خانواده از ترکیبات است، به‌صورت وسیعی در طیف‌های فروسرخ میانه مشاهده می‌شوند. با این‌حال اگرچه با مشاهده این نوارها می‌توان پی‌برد که طیف ارتعاشی مورد نظر، متعلق به خانواده هیدروکربن‌های آروماتیک چندحلقه‌ای است، اما صرفاً با بررسی این نوارها (و بدون استفاده از سایر انتقالات)، نمی‌توان به‌طور دقیق مشخص کرد که طیف مورد نظر، دقیقاً متعلق به کدام مولکول هیدروکربن آروماتیک است.
یکی از غنی‌ترین محل‌ها برای شناسایی مولکول‌های بین ستاره‌ای، ساگیتاریوس ب۲ است، یک ابر مولکولی غول پیکر که در نزدیکی مرکز کهکشان راه شیری واقع شده‌است. حدود نیمی از مولکول‌های موجود در فهرست‌های زیر، ابتدا در این ابر کشف شده‌اند و بسیاری دیگر نیز که ابتدا در جای دیگری کشف شده‌اند، بعداً در ساگیتاریوس ب۲ نیز یافت شدند. یکی از منابع مملو از مولکول‌ها، ناحیه‌ای در مجاورت ستاره‌ای به‌نام آی‌آرسی ۱۰۲۱۶+ در صورت فلکی شیر است، ناحیه‌ای نزدیک یک ستاره کربنی که بیش از ۵۰ مولکول در آن شناسایی شده‌است. هیچ مرز مشخصی بین محیط میان‌ستاره‌ای و محیط مجاور ستاره‌ای وجود ندارد، بنابراین در جدول‌های زیر، مولکول‌ها، بدون اشاره به محیط کشف شده، آورده شده‌اند.
اخترشیمی، دانشی است که به توضیح چگونگی تشکیل این مولکول‌ها و علت ظاهر طیفی آن‌ها می‌پردازد. چگالی بسیار پایین محیط میان‌ستاره‌ای محیط مناسبی برای تشکیل مولکول‌ها نیست، چون برهم‌کنش‌های متداول فاز گازی میان گونه‌های خنثی (اتم‌ها یا مولکول‌ها) به‌صورت مؤثری رخ نمی‌دهد. بسیاری از مناطق، دارای درجه حرارت بسیار پایینی هستند (به‌طور معمول دمای داخل یک ابر مولکولی ۱۰ درجه کلوین است)، که این موضوع خود موجب کاهش بیشتر میزان نرخ انجام واکنش یا اثر مخرب فتوشیمیایی پرتو فرابنفش، بر مولکول‌ها می‌شود. توضیح فراوانی مولکول‌های بین ستاره‌ای مشاهده شده، نیازمند محاسبه تعادل میان سرعت تشکیل و تخریب مولکول‌ها با استفاده از شیمی یون‌های موجود در فاز گازی، شیمی سطح گرد و غبارهای کیهانی، انتقال تابشی مانند خاموشی بین‌ستاره‌ای و بررسی مجموعه‌ای از واکنش‌های پیچیده است.

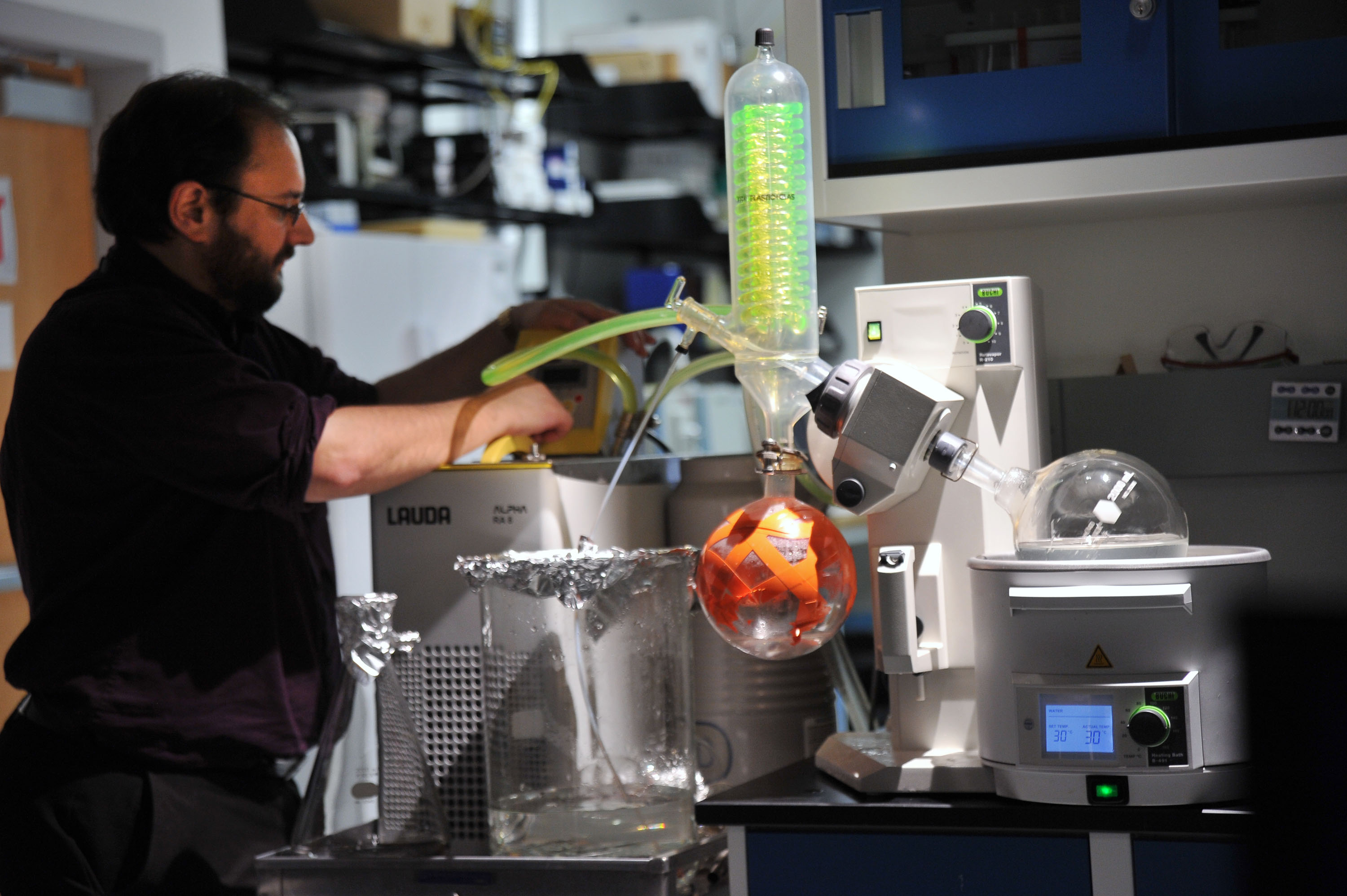
یک اخترشیمی‌دان مشغول کار با یک دستگاه تبخیرکننده دوار
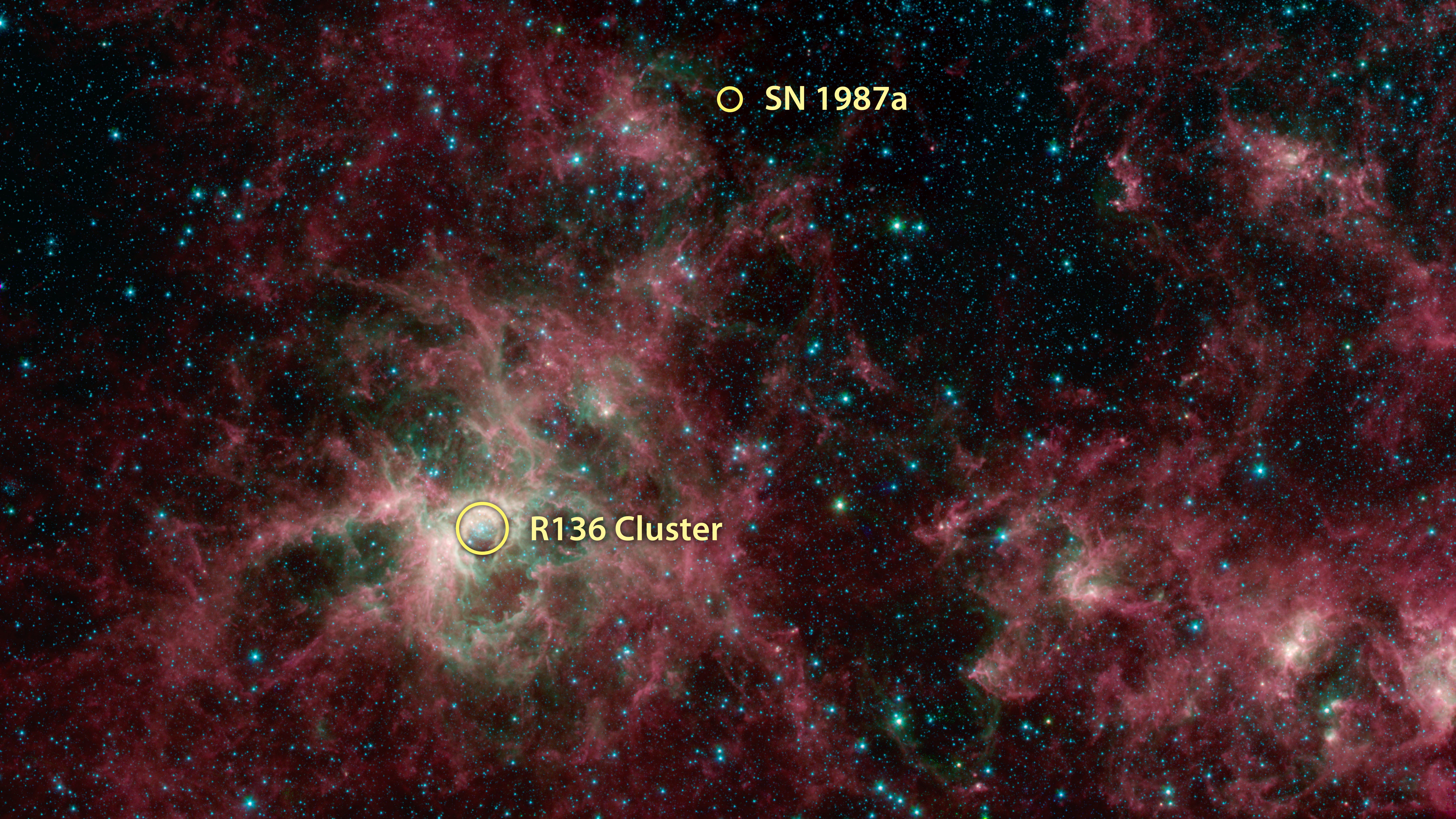
سحابی رتیل: نور سرخابی، ناشی از حضور هیدروکربن آروماتیک چندحلقه‌ای (PAHs) است.
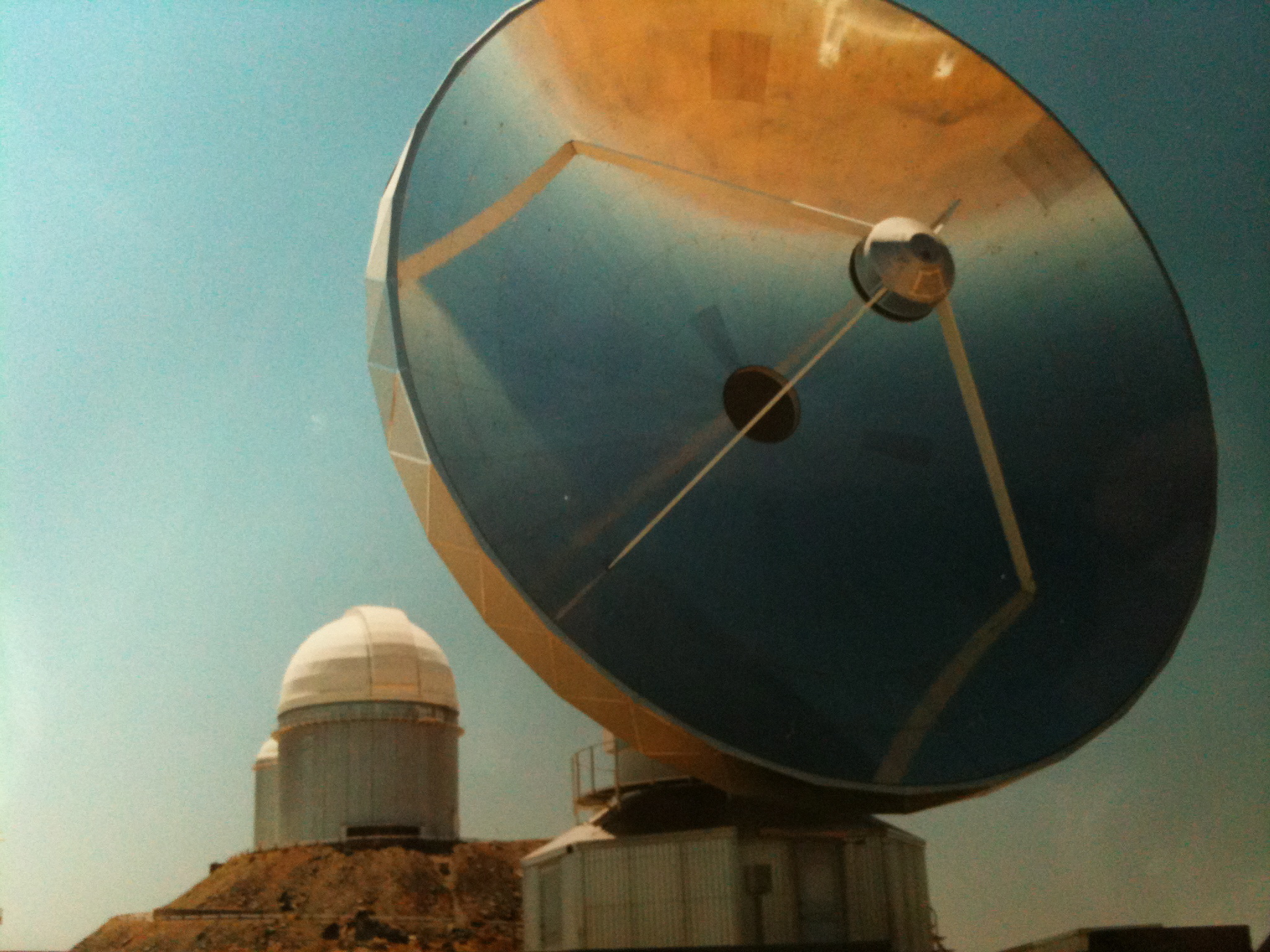
تلسکوپ سوئدی زیرمیلی‌متری ای‌اس‌او (ESO)
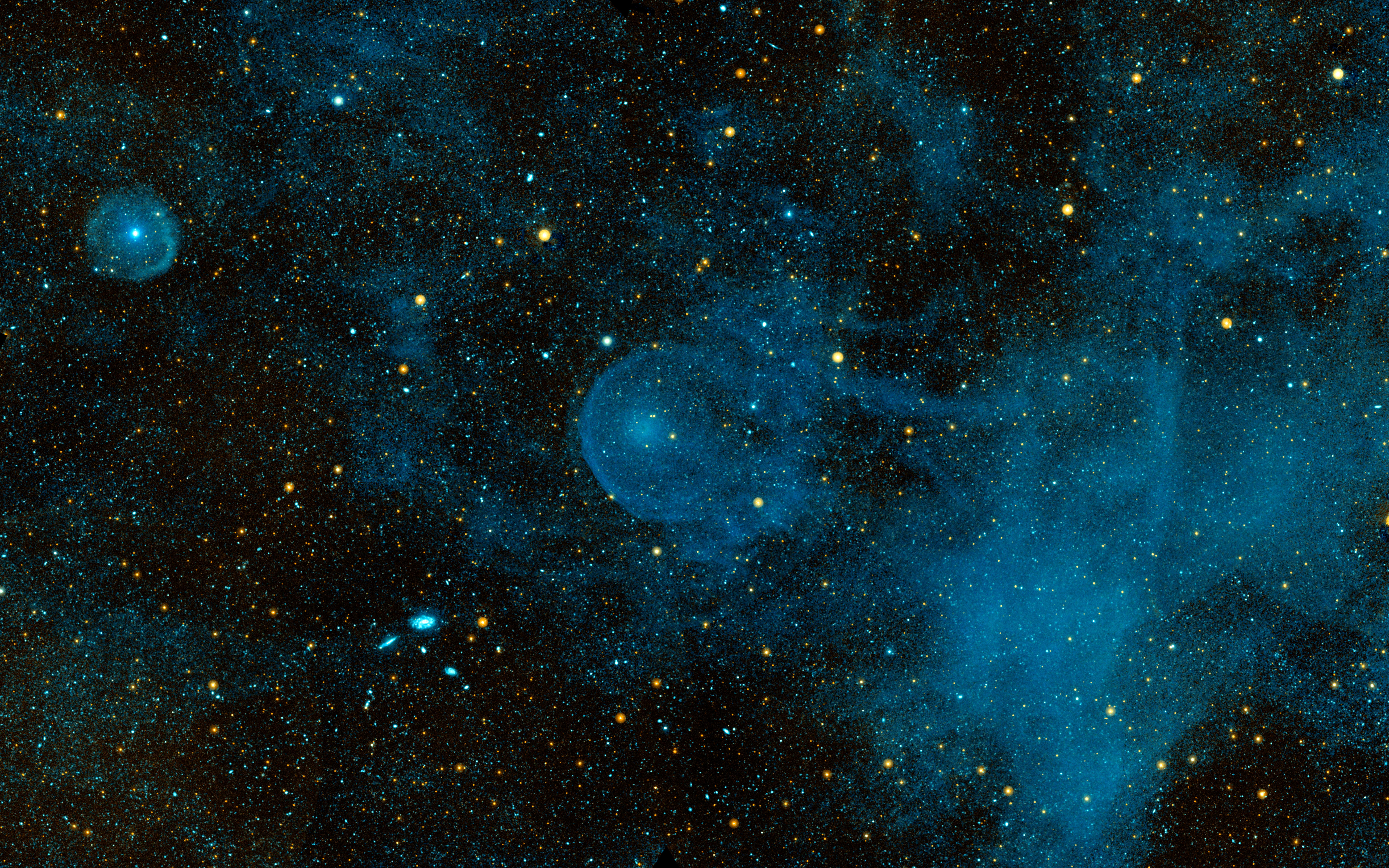
ستاره آی‌آرسی +۱۰۲۱۶ در صورت فلکی شیر

## مولکول‌ها

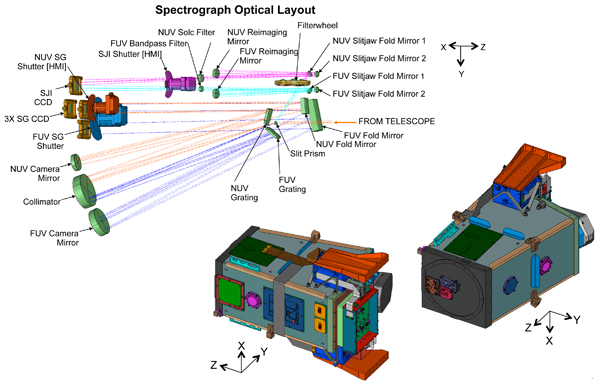
نمایی از اجزای یک طیف‌نگار نوری

در جدول‌هایی که ادامه قرار گرفته‌اند، فهرست مولکول‌هایی آورده شده‌است که در محیط‌های میان‌ستاره‌ای یا نزدیک ستاره‌ای، شناسایی شده‌اند که براساس تعداد اتم‌ها دسته‌بندی شده‌اند. مولکول‌های خنثی و یون‌های مولکولی آن‌ها، در ستون‌های مجزا فهرست شده‌اند. اگر هیچ گونه داده‌ای برای فرمول مولکول خنثی برای یک ترکیب قرار داده نشده بود، به این معنی است که تنها شکل یونیزه شده مولکول مورد نظر شناسایی شده‌است. نام مولکول‌ها برمبنای نام‌هایی که در منابع علمی استفاده می‌شوند، اورده شده‌اند و در صورتی که هیچ نامی برای آن‌ها وجود نداشته باشد، قسمت مربوط خالی گذاشته شده‌است. جرم‌های فهرست شده در جدول‌ها، برمبنای یکای جرم اتمی آورده شده‌اند و چنان‌چه گونه‌هایی وجود داشته باشند که تفاوت آن‌ها، تنها یک اتم دوتریوم (۲H) باشد، به‌خاطر تفاوت جرم اندک به‌وجود آمده، به هرکدام سطر جداگانه‌ای در جدوا مورد نظر، اختصاص داده شده‌است. تعداد مجموع گونه‌های منحصر به‌فرد، از جمله حالت‌های یونیزه شده مجزا، در هر بخش نشان داده شده‌اند.
بیشتر مولکول‌هایی که تاکنون کشفه شده‌اند، مولکول‌های آلی هستند. تنها مولکول معدنی شناسایی شده با پنج اتم یا بیشتر، مولکول سیلان (SiH۴) است. مولکول‌های بزرگتر کشف شده، دارای حداقل یک اتم کربن هستند و فاقد پیوندهای پیوند نیتروژن-نیتروژن یا اکسیژن-اکسیژن هستند.

### دو اتمی

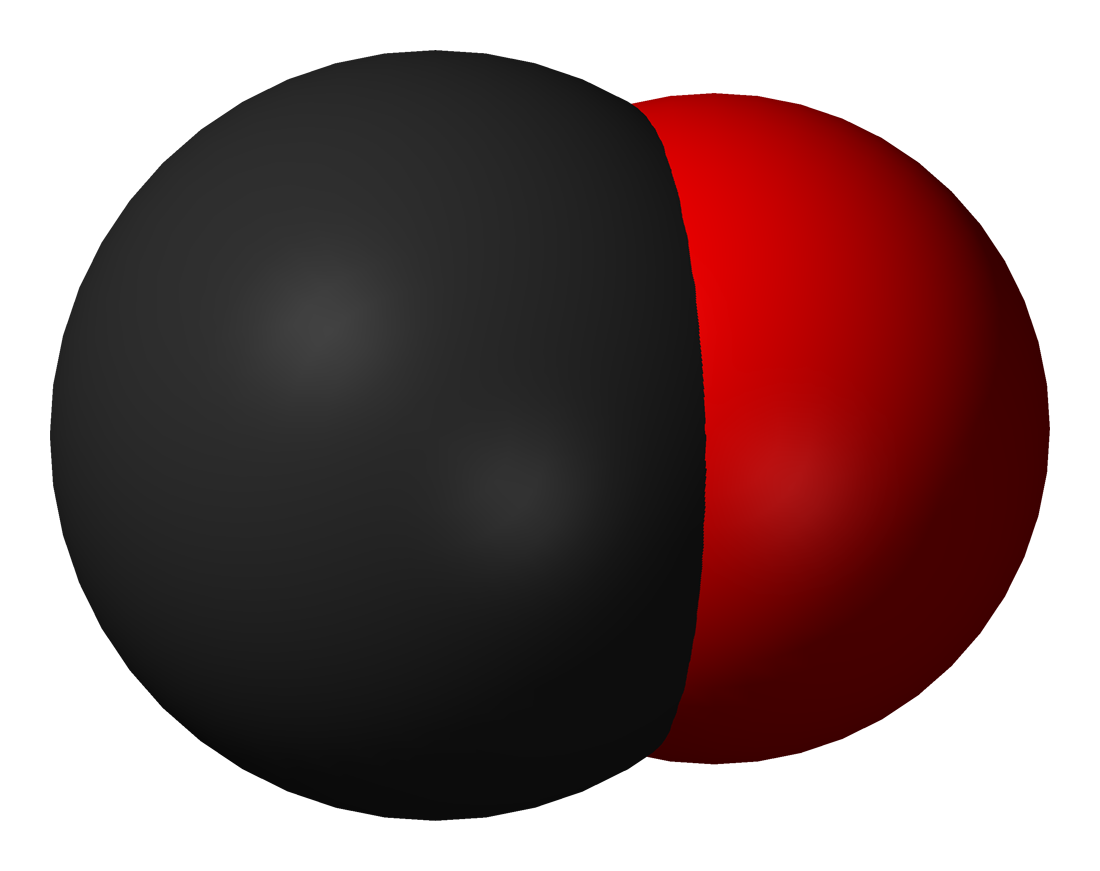
مونوکسید کربن اغلب برای ردیابی توزیع جرم در ابرهای مولکولی استفاده می‌شود.

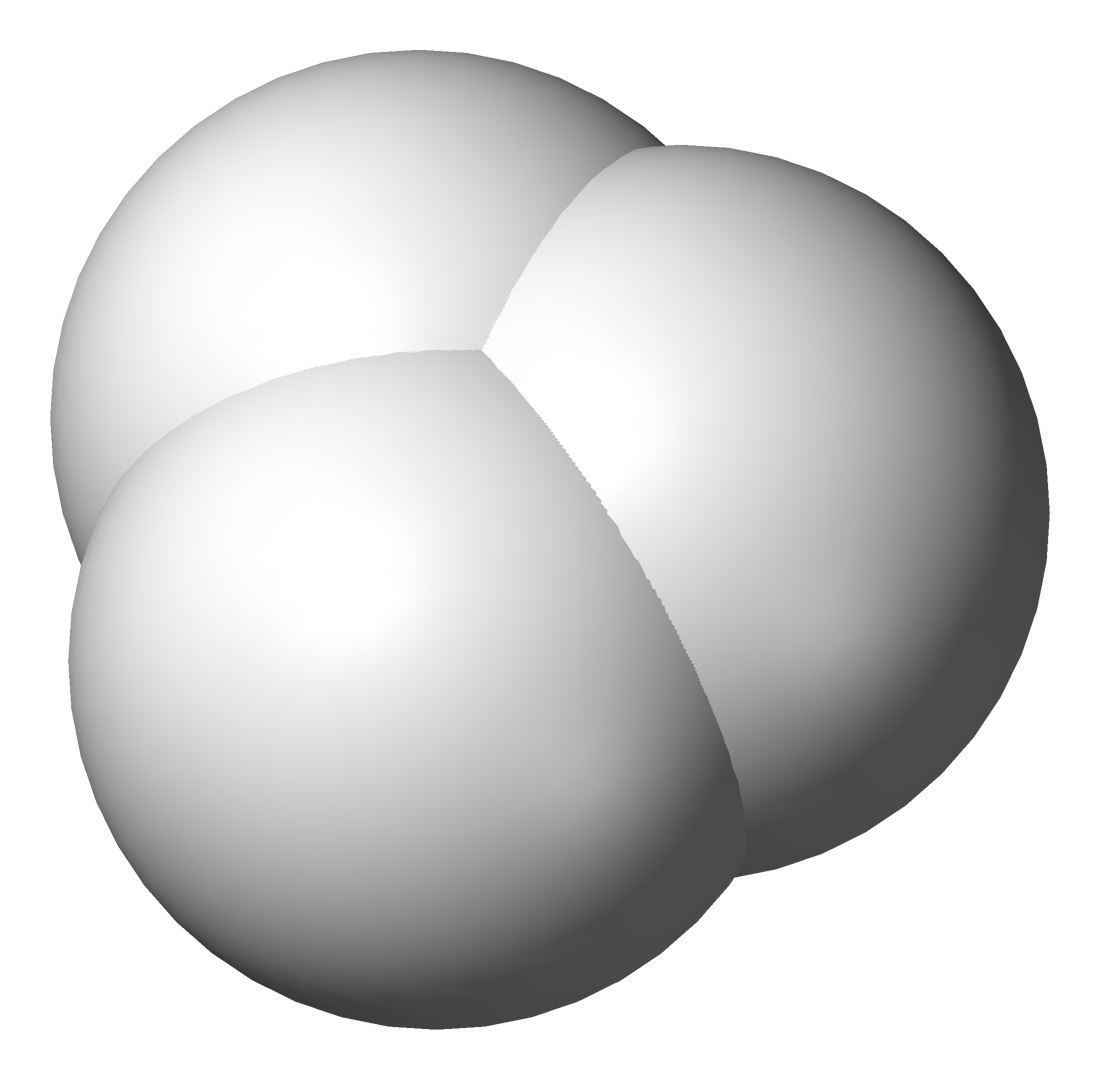
گونه کاتیونی ^{+}_{۳}H، یکی از فراوان‌ترین یون‌ها در کیهان است. این گونه برای اولین بار در سال ۱۹۹۳ کشف شد.

| فرمول | نام                      | جرم  | یون‌ها    |
| ----- | ------------------------ | ---- | -------- |
| AlCl  | آلومینیوم مونوکلرید      | ۶۲٫۵ | —        |
| AlF   | مونوفلورید آلومینیوم     | ۴۶   | —        |
| AlO   | اکسید آلومینیوم (II)     | ۴۳   | —        |
| —     | آرگونیوم                 | ۳۷   | +ArH     |
| C۲    | کربن دواتمی              | ۲۴   | —        |
| —     | فلوئورومتیلیدینوم        | ۳۱   | +CF      |
| CH    | متیلیدین                 | ۱۳   | CH+      |
| CN    | سیانوژن رادیکال آزاد     | ۲۶   | CN+, −CN |
| CO    | کربن مونوکسید            | ۲۸   | +CO      |
| CP    | مونوفسفید کربن           | ۴۳   | —        |
| CS    | کربن مونوسولفید          | ۴۴   | —        |
| FeO   | اکسید آهن (II)           | ۸۲   | —        |
| —     | یون هلیوم هیدرید         | ۵    | +HeH     |
| H2    | هیدروژن مولکولی          | ۲    | —        |
| HCl   | هیدروژن کلرید            | ۳۶٫۵ | +HCl     |
| HF    | هیدروژن فلوئورید         | ۲۰   | —        |
| HO    | رادیکال هیدروکسیل        | ۱۷   | +OH      |
| KCl   | پتاسیم کلرید             | ۷۵٫۵ | —        |
| NH    | ایمیدوژن                 | ۱۵   | —        |
| N۲    | نیتروژن مولکولی          | ۲۸   | —        |
| NO    | نیتریک اکسید             | ۳۰   | +NO      |
| NS    | گوگرد مونونیترید         | ۴۶   | —        |
| NaCl  | سدیم کلرید               | ۵۸٫۵ | —        |
| —     | کاتیون منیزیم مونوهیدرید | ۲۵٫۳ | +MgH     |
| O۲    | اکسیژن مولکولی           | ۳۲   | —        |
| PN    | فسفر مونونیترید          | ۴۵   | —        |
| PO    | فسفر مونوکسید            | ۴۷   | —        |
| SH    | سولفانیل                 | ۳۳   | +SH      |
| SO    | مونواکسید گوگرد          | ۴۸   | +SO      |
| SiC   | کاربید سیلیسیوم          | ۴۰   | —        |
| SiN   | سیلیسیم نیترید           | ۴۲   | —        |
| SiO   | سیلیسیم مونوکسید         | ۴۴   | —        |
| SiS   | سیلیسیم مونوسولفید       | ۶۰   | —        |
| TiO   | اکسید تیتانیوم (II)      | ۶۳٫۹ | —        |

### سه اتمی
| فرمول  | نام                 | جرم  | یون‌ها |
| ------ | ------------------- | ---- | ----- |
| AlNC   | آلومنیوم ایزوسیانید | ۵۳   | —     |
| AlOH   | آلومینیم هیدروکسید  | ۴۴   | —     |
| C۳     | تری‌کربن             | ۳۶   | —     |
| C۲H    | رادیکال اتینیل      | ۲۵   | —     |
| CCN    | سیانومتیلیدین       | ۳۸   | —     |
| C۲O    | دی‌کربن منوکسید      | ۴۰   | —     |
| C۲S    | تیوکسواتنیلیدن      | ۵۶   | —     |
| C2P    | —                   | ۵۵   | —     |
| CO۲    | کربن دی‌اکسید        | ۴۴   | —     |
| CaNC   | کلسیم ایزوسیانید    | ۹۲   | —     |
| FeCN   | آهن سیانید          | ۸۲   | —     |
| —      | کاتیون تری‌هیدروژن   | ۳    | + ۳H  |
| H۲C    | متیلن               | ۱۴   | —     |
| —      | یون هالونیوم        | ۳۷٫۵ | +H۲Cl |
| H۲O    | آب                  | ۱۸   | +H۲O  |
| HO۲    | هیدروپروکسیل        | ۳۳   | —     |
| H۲S    | سولفید هیدروژن      | ۳۴   | —     |
| HCN    | هیدروژن سیانید      | ۲۷   | —     |
| HNC    | هیدروژن ایزوسیانید  | ۲۷   | —     |
| HCO    | آلدئید              | ۲۹   | +HCO  |
| HCP    | متیل‌ایدین‌فسفان      | ۴۴   | —     |
| HCS    | تیوفرمیل            | ۴۵   | +HCS  |
| —      | دیازنیلیوم          | ۲۹   | +NH۲  |
| HNO    | نیتروکسیل           | ۳۱   | —     |
| —      | ایزوفرمیل           | ۲۹   | +HOC  |
| HSC    | ایزوتیوفرمیل        | ۴۵   | —     |
| KCN    | پتاسیوم سیانید      | ۶۵   | —     |
| MgCN   | منیزیم سیانید       | ۵۰   | —     |
| MgNC   | منیزیم ایزوسیانید   | ۵۰   | —     |
| NH۲    | رادیکال آمین        | ۱۶   | —     |
| N۲O    | نیتروز اکسید        | ۴۴   | —     |
| NaCN   | سدیم سیانید         | ۴۹   | —     |
| NaOH   | سدیم هیدروکسید      | ۴۰   | —     |
| OCS    | کربونیل سولفید      | ۶۰   | —     |
| O۲     | ازون (مولکول)       | ۴۸   | —     |
| SO۲    | گوگرد دی‌اکسید       | ۶۴   | —     |
| c-SiC۲ | سیلیسیوم سی-کاربید  | ۵۲   | —     |
| SiCSi  | دی‌سیلیسیوم کاربید   | ۶۸   | —     |
| SiCN   | سیلیسیوم کربونیترید | ۵۴   | —     |
| SiNC   | [ ۸۵ ]              | ۵۴   | —     |
| TiO۲   | تیتانیوم دی‌اکسید    | ۷۹٫۹ | —     |

### چهار اتمی

متان که جزء اصلی گاز طبیعی است نیز در ستاره‌های دنباله‌دار و در اتمسفر چندین سیاره در منظومه شمسی شناسایی شده‌است.

| مولکول | نام                         | جرم  | یون‌ها  |
| ------ | --------------------------- | ---- | ------ |
| CH۳    | رادیکال متیل                | ۱۵   | —      |
| l-C۳H  | پروپینیلیدین                | ۳۷   | +l-C۳H |
| c-C۳H  | سیکلوپروپینیلیدین           | ۳۷   | —      |
| C۳N    | سیانواتینیل                 | ۵۰   | −C۳N   |
| C۳O    | تری‌کربن مونوکسید            | ۵۲   | —      |
| C۳S    | تری‌کربن مونوسولفید          | ۶۸   | —      |
| —      | هیدرونیوم                   | ۱۹   | +H۳O   |
| C۲H۲   | استیلن                      | ۲۶   | —      |
| H۲CN   | متیلن آزانیل                | ۲۸   | +H۲CN  |
| H۲CO   | فرمالدهید                   | ۳۰   | —      |
| H۲CS   | تیوفرمالدهید                | ۴۶   | —      |
| HCCN   | —                           | ۳۹   | —      |
| HCCO   | کتنیل                       | ۴۱   | —      |
| —      | هیدروژن سیانید پرتون‌دار شده | ۲۸   | +HCNH  |
| —      | کربن دی‌اکسید پرتون‌دار شده   | ۴۵   | +HOCO  |
| HCNO   | فولمینیک اسید               | ۴۳   | —      |
| HOCN   | ایزوسیانیک اسید             | ۴۳   | —      |
| CNCN   | ایزوسیانوژن                 | ۵۲   | —      |
| HOOH   | هیدروژن پراکسید             | ۳۴   | —      |
| HNCO   | ایزوسیانیک اسید             | ۴۳   | —      |
| HNCS   | تیوسیانیک اسید              | ۵۹   | —      |
| NH۳    | آمونیاک                     | ۱۷   | —      |
| HSCN   | تیوسیانیک اسید              | ۵۹   | —      |
| SiC۳   | سیلیسیوم تری‌کاربید          | ۶۴   | —      |
| HMgNC  | هیدرومنیزیم ایزوسیانید      | ۵۱٫۳ | —      |
| HNO۲   | نیترو اسید                  | ۴۷   | —      |

### پنج اتمی

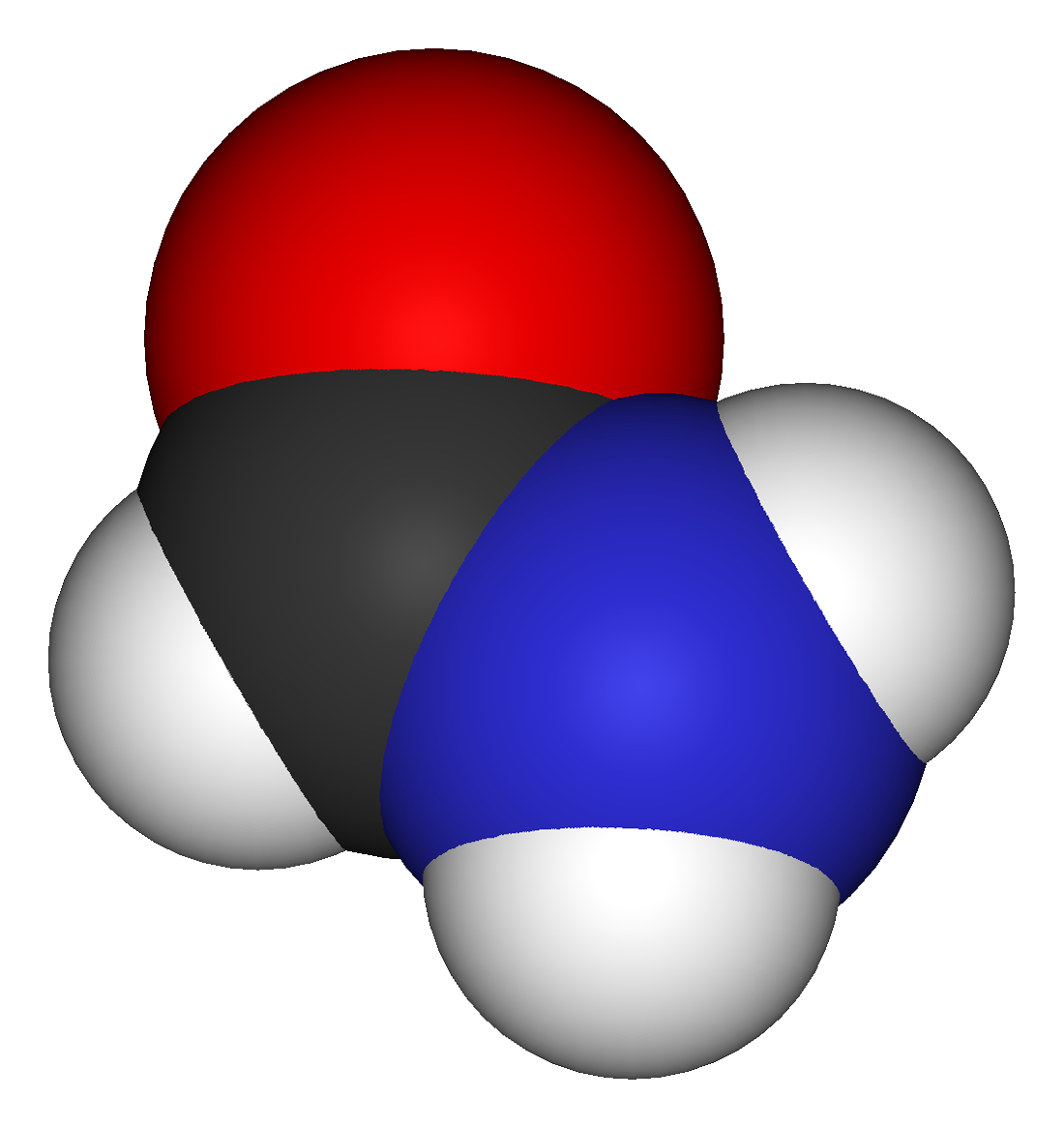
فرمامید می‌تواند با متیلن ترکیب شود و منجر به تولید استامید شود.

| مولکول  | نام                     | جرم | یون‌ها  |
| ------- | ----------------------- | --- | ------ |
| -       | یون آمونیوم             | ۱۸  | +NH۴   |
| CH۴     | متان                    | ۱۶  | —      |
| CH3O    | رادیکال متوکسی          | ۳۱  | —      |
| c-C۳H۲  | سیکلوپروپنیلیدن         | ۳۸  | —      |
| l-H۲C۳  | پروپادی‌انیلیدن          | ۳۸  | —      |
| H۲CCN   | سیانومتیل               | ۴۰  | —      |
| H۲C۲O   | اتنون                   | ۴۲  | —      |
| H۲CNH   | متیلن‌ایمین              | ۲۹  | —      |
| HNCNH   | کربودی‌ایمید             | ۴۲  | —      |
| —       | فرمالدهید پروتون‌دار شده | ۳۱  | +H۲COH |
| C۴      | بوتادی‌اینیل             | ۴۹  | -C۴H   |
| HC۳N    | سیانواستیلن             | ۵۱  | —      |
| HCC-NC  | ایزوسیانواستیلن         | ۵۱  | —      |
| HCOOH   | اسید فرمیک              | ۴۶  | —      |
| NH۲CN   | سیانامید                | ۴۲  | —      |
| —       | سیانوژن پروتون‌دار شده   | ۵۳  | +NCCNH |
| HC(O)CN | سیانوفرمالدهید          | ۵۵  | —      |
| C۵      | C۵ خطی                  | ۶۰  | —      |
| SiC۴    | خوشه سیلیسیم کاربید     | ۹۲  | —      |
| SiH۴    | سیلان                   | ۳۲  | —      |

### شش اتمی

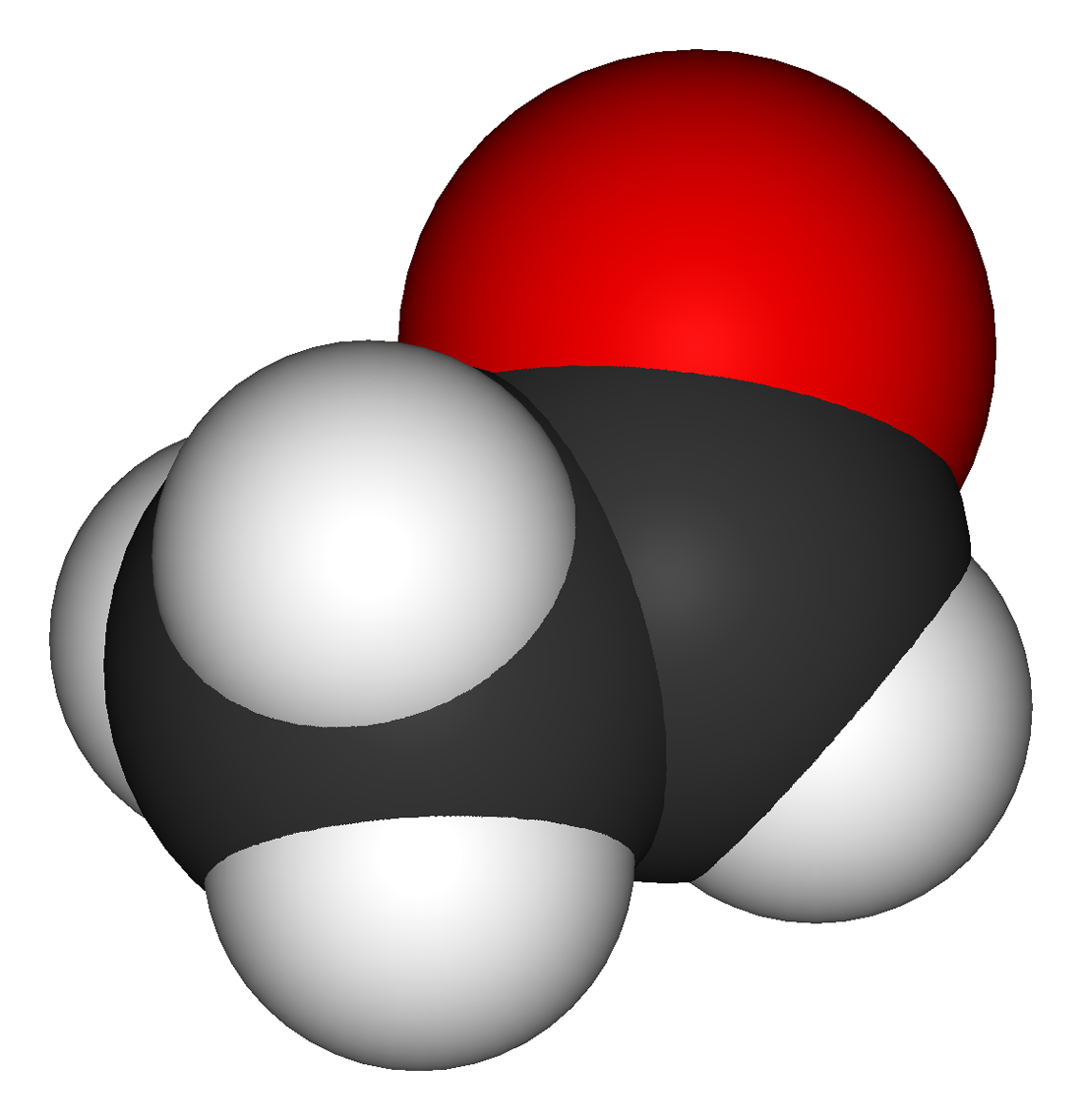
استالدهید و ایزومرهای وینیل الکل و اتیلن اکسید آن، همگی در فضای میان‌ستاره‌ای شناسایی شده‌اند.

| فرمول    | نام                       | جرم | یون‌ها  |
| -------- | ------------------------- | --- | ------ |
| c-H۲C۳O  | سیکلوپروپنون              | ۵۴  | —      |
| E-HNCHCN | E-سیانومتانیمین           | ۵۴  | —      |
| C۲H۴     | اتیلن                     | ۲۸  | —      |
| CH۳CN    | استونیتریل                | ۴۰  | —      |
| CH۳NC    | متیل ایزوسیانید           | ۴۰  | —      |
| CH۳OH    | متانول                    | ۳۲  | —      |
| CH۳SH    | متان‌تیول                  | ۴۸  | —      |
| H۲C۴     | دی‌استیلن                  | ۵۰  | —      |
| —        | سیانواستیلن پروتون‌دار شده | ۵۲  | +HC۳NH |
| HCONH۲   | فرمامید                   | ۴۴  | —      |
| C۵H      | پنتینیلیدین               | ۶۱  | —      |
| C۵N      | رادیکال سیانوبوتادی‌اینیل  | ۷۴  | —      |
| HC ۲ CHO | پروپینال                  | ۵۴  | —      |
| HC۴N     | —                         | ۶۳  | —      |
| CH۲CNH   | کتن‌ایمین                  | ۴۰  | —      |
| C۵S      | —                         | ۹۲  | —      |

### هفت اتمی

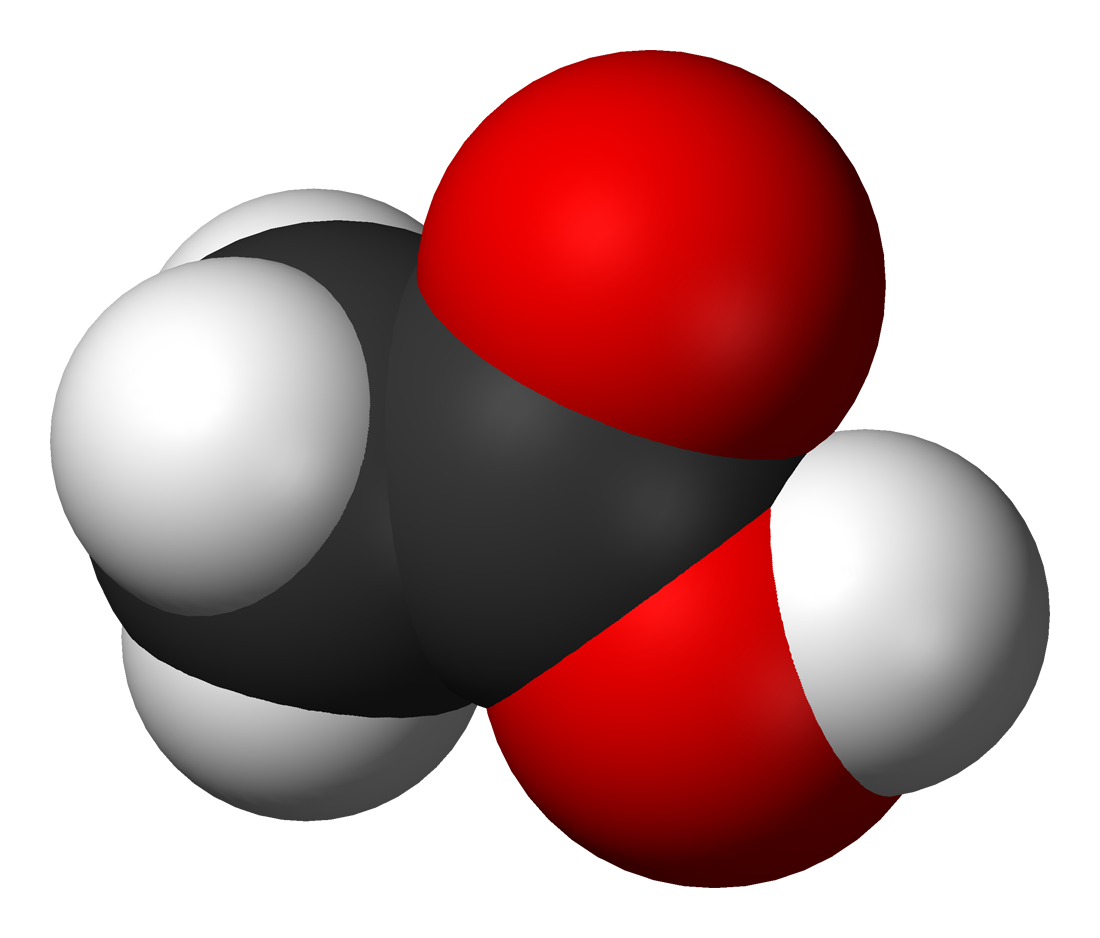
امضای رادیویی اسید استیک، ترکیب موجود در سرکه، در سال ۱۹۹۷ تأیید شد

| مولکول  | نام                 | جرم | یون‌ها |
| ------- | ------------------- | --- | ----- |
| c-C۲H۴O | اکسید اتیلن         | ۴۴  | —     |
| CH۳C۲H  | متیل استیلن         | ۴۰  | —     |
| H۳CNH۲  | متیل آمین           | ۳۱  | —     |
| CH۲CHCN | آکریلونیتریل        | ۵۳  | —     |
| H۲CHCOH | الکل وینیل          | ۴۴  | —     |
| C۶      | رادیکال هگزاتری‌ئینل | ۷۳  | -C۶H  |
| HC۴CN   | سیانودی‌استیلن       | ۷۵  | —     |
| HC۵O    | —                   | ۷۷  | —     |
| CH۳CHO  | استالدهید           | ۴۴  | —     |
| CH۳NCO  | ایزوسیانات متیل     | ۵۷  | —     |
| HOCH۲CN | گلیکولونیتریل       | ۵۷  | —     |

### هشت اتمی
| مولکول    | نام                | جرم |
| --------- | ------------------ | --- |
| H۳CC۲CN   | متیل سیانواستیلن   | ۶۵  |
| H۲COCHCHO | گلیكوآلدئید        | ۶۰  |
| HCOOCH۳   | متیل فرمات         | ۶۰  |
| CH۳COOH   | اسید استیک         | ۶۰  |
| C۲H۶      | هگزاپنتاانیلیدین   | ۷۴  |
| CH۲CHCHO  | پروپنال            | ۵۶  |
| CH۲CCHCN  | سیانوآلن           | ۶۵  |
| CH۳CHNH   | اتانیمین           | ۴۳  |
| C۷H       | رادیکال هپاتری‌انیل | ۸۵  |
| NH۲CH۲CN  | آمینواستونیتریل    | ۵۶  |
| CO(NH۲)۲  | اوره               | ۶۰  |

### نه اتمی
| فرمول    | نام                              | جرم | یون‌ها |
| -------- | -------------------------------- | --- | ----- |
| CH۳C۴H   | متیل دی‌استیلن                    | ۶۴  | —     |
| CH۲OCH۲  | دی‌متیل اتر                       | ۴۶  | —     |
| CH۳CH۲CN | پروپان‌نیتریل                     | ۵۵  | —     |
| CH۳CONH۲ | استامید                          | ۵۹  | —     |
| CH۳CH۲OH | اتانول                           | ۴۶  | —     |
| C۸H      | رادیکال اوکتاتترائینیل           | ۹۷  | -C۸H  |
| HC۷N     | سیانوهگزاتری‌ان یا سیانوتری‌استیلن | ۹۹  | —     |
| CH۳CHCH۲ | پروپن                            | ۴۲  | —     |
| CH۳CH۲SH | اتیل مرکاپتان                    | ۶۲  | —     |

### ده اتمی یا بیشتر
| تعداد اتم‌ها | فرمول      | نام                | جرم | یون‌ها |
| ----------- | ---------- | ------------------ | --- | ----- |
| ۱۰          | CO(CH۳)۲   | استون              | ۵۸  | —     |
| ۱۰          | ۲(CH۲OH)   | اتیلن گلیکول       | ۶۲  | —     |
| ۱۰          | CH۳CH۲CHO  | پروپانال           | ۵۸  | —     |
| ۱۰          | CH۳OCH۲OH  | متوکسی‌متانول       | ۶۲  | —     |
| ۱۰          | CH۳C۵N     | متیل سیانودی‌استیلن | ۸۹  | —     |
| ۱۰          | CH۳CHCH۲O  | پروپیلن اکسید      | ۵۸  | —     |
| ۱۱          | HC۸CN      | سیانوتتراستیلن     | ۱۲۳ | —     |
| ۱۱          | C۲H۵OCHO   | اتیل فرمات         | ۷۴  | —     |
| ۱۱          | CH۳COOCH۳  | متیل استات         | ۷۴  | —     |
| ۱۱          | CH۳C۶H     | متیل تری‌استیلن     | ۸۸  | —     |
| ۱۲          | C۶H۶       | بنزن               | ۷۸  | —     |
| ۱۲          | C۳H۷CN     | بوتیرونیتریل       | ۶۹  | —     |
| ۱۲          | CHCN(CH۳)۲ | ایزوپروپیل سیانید  | ۶۹  | —     |
| ۱۳          | C۶H۵CN     | بنزونیتریل         | ۱۰۴ | —     |
| ۱۳          | HC۱۰CN     | سیانوپنتااستیلن    | ۱۴۷ | —     |
| ۶۰          | C۶۰        | فولرن C۶۰          | ۷۲۰ | +C۶۰  |
| ۷۰          | C۷۰        | فولرن C۷۰          | ۸۴۰ | —     |

## مولکول‌های دوتریوم‌دار
همه این مولکول‌ها دارای یک یا چند اتم دوتریوم (ایزوتوپ سنگین هیدروژن) هستند. 
| تعداد اتم‌ها | مولکول           | نام                | جرم     |
| ----------- | ---------------- | ------------------ | ------- |
| ۲           | HD               | هیدروژن دوترید     | ۳       |
| ۳           | +H۲D و +HD۲      | کاتیون تری‌هیدروژن  | ۴ و ۵   |
| ۳           | HDO و D۲O        | آب سنگین           | ۱۹ و ۲۰ |
| ۳           | DCN              | سیانید هیدروژن     | ۲۸      |
| ۳           | DCO              | رادیکال فرمیل      | ۳۰      |
| ۳           | DNC              | ایزوسیانید هیدروژن | ۲۸      |
| ۳           | +N۲D             | —                  | ۳۰      |
| ۴           | NH۲D ،NHD۲ و ND۳ | آمونیاک            | ۱۸-۲۰   |
| ۴           | HDCO و D۲CO      | فرمالدئید          | ۳۱ و ۳۲ |
| ۴           | DNCO             | ایزوسیانیک اسید    | ۴۴      |
| ۵           | +NH۳D            | یون آمونیوم        | ۱۹      |
| ۶           | NH۲CDO و NHDCHO  | فرمامید            | ۴۶      |
| ۷           | CH۲DCCH و CH۳CCD | متیل استیلن        | ۴۱      |

## تأیید نشده
گزارش‌هایی در مورد وجود مولکول‌های زیر در فضای خارجی در منابع علمی وجود دارد اما این مولکول‌ها به‌صورت نتایجی توصیفی توسط پژوهشگران مربوط ارائه شده‌اند یا این‌که وجود آن‌ها توسط پژوهشگران دیگر به چالش کشیده شده‌اند. در نتیجه، این مولکول‌ها هنوز منتظر تأیید مستقل هستند.
| تعداد اتم‌ها | مولکول     | نام                |
| ----------- | ---------- | ------------------ |
| ۲           | SiH        | سیلیلیدین          |
| ۴           | PH۳        | فسفین              |
| ۴           | MgCCH      | منیزیم مونواستیلید |
| ۴           | NCCP       | سیانوفسفااتین      |
| ۵           | +H۲NCO     | —                  |
| ۴           | SiH۳CN     | سیلیل سیانید       |
| ۱۰          | H۲NCH۲COOH | گلیسین             |
| ۱۲          | CO(CH۲OH)۲ | دی‌هیدروکسی استون   |
| ۱۲          | C۲H۵OCH۳   | اتیل متیل اتر      |
| ۱۸          | +C۱۰H۸O    | کاتیون نفتالین     |
| ۲۴          | C۲۴        | گرافن              |
| ۲۴          | C۱۴H۱۰     | آنتراسن            |
| ۲۶          | C۱۶H۱۰     | پیرن               |

## توضیحات
1. ↑  ناحیه‌ای در قسمت فروسرخ در امواج الکترومغناطیس که دارای گستره طول موجی بین ۰٫۷۵ تا ۱٫۴ میکرومتر است.
2. ↑  روش اخترشناسی زیرمیلی‌متری، روشی است که به بررسی بسیار ظریف طیف‌های نشری به‌دست آمده از مولکول‌های موجود در فضای خارجی می‌نماید.
3. ↑  روی زمین، ایزوتوپ غالب اتم آرگون، آرگون-۴۰ است (۴۰Ar). بنابراین گونه +ArH، دارای جرم ۴۱ (واحد اتمی) است. با این‌حال، +ArH شناسایی شده در فضای خارجی دارای آرگون-۳۶ بوده است که موجب می‌شود جرم اتمی مجموع گونه مورد نظر، ۳۷ باشد.

## واژه‌نامه
1. ↑  Circumstellar envelope
2. ↑  Taurus
3. ↑  Phillips band
4. ↑  Isotopic shift
5. ↑  Spectrograph
6. ↑  Submillimetre astronomy
7. ↑  mid-Infrared
8. ↑  Fluoromethylidynium
9. ↑  Cyanomethylidyne
10. ↑  Ketenyl
11. ↑  Isocyanogen
12. ↑  Silicon tricarbide
13. ↑  Propadienylidene
14. ↑  Cyanobutadiynyl radical